# Markattartade apor
Markattartade apor (Cercopithecidae) är den artrikaste familjen i ordningen primater med cirka 80 arter. Det finns två underfamiljer, Cercopithecinae och Colobinae. De första är allätare och de senare är växtätare. Markattartade förekommer i Afrika, i stora delar av Asien och en art till och med i Europa.
"Markatta" kommer från sanskritens ord för apa, markaṭa (मर्कट), men har på vissa germanska språk förvrängts till att betyda "havskatt" ("Meerkat").

## Utseende

### Allmän kroppsbyggnad och päls

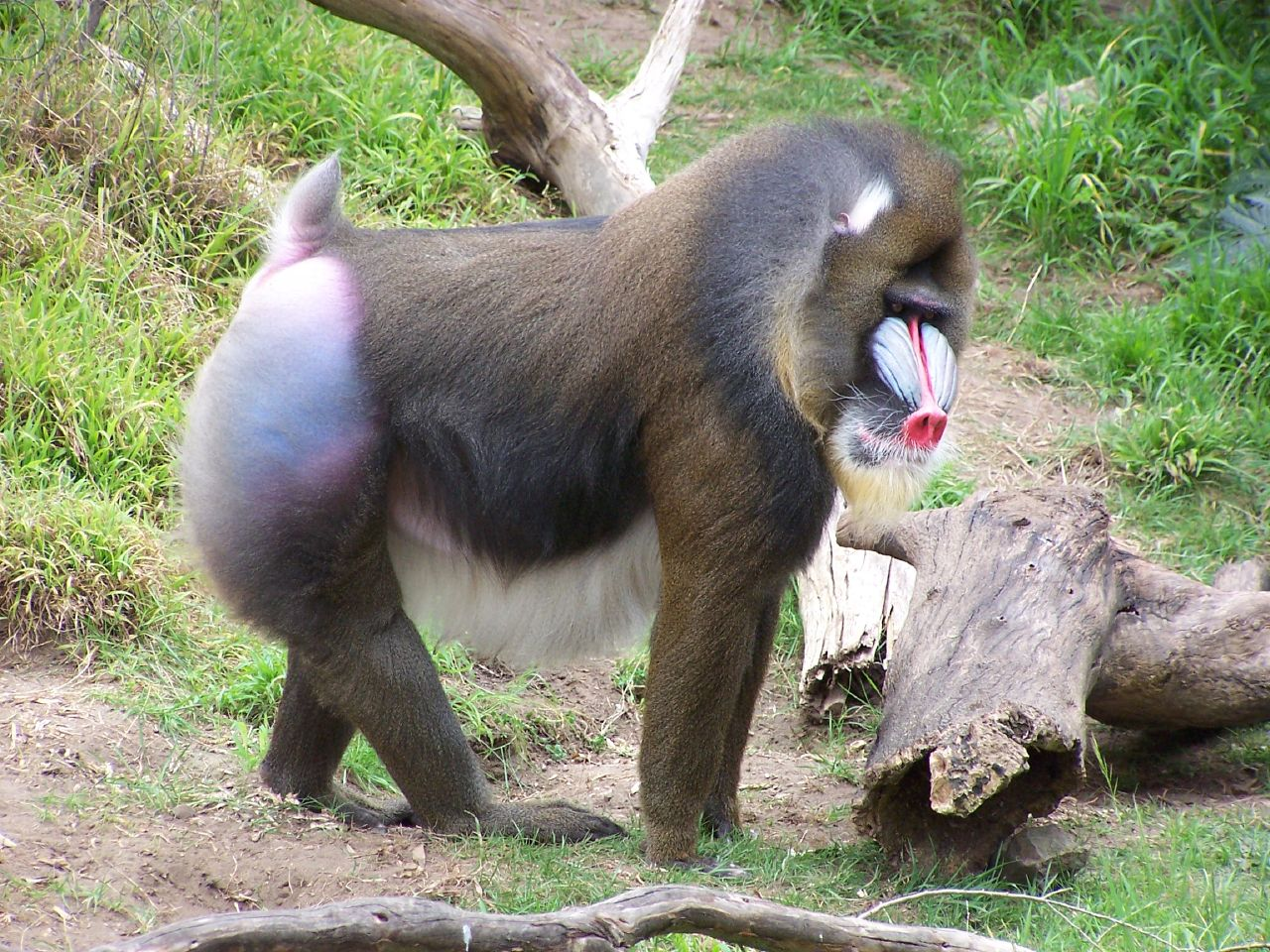
Mandrill är en av de största arterna i familjen.

Arterna i familjen är jämförelsevis stora med robust kroppsbyggnad. Kroppslängden varierar mellan 32 och 110 centimeter och därtill kommer hos vissa medlemmar en upp till 103 centimeter lång svans. Svansen används aldrig som gripverktyg utan för att hålla balansen. En del arter saknar svansen helt, till exempel berberapan. De minsta arterna finns i släktet dvärgmarkattor som når en vikt omkring 1 kilogram. Mandrillen blir däremot mer än 50 kilogram tung. Hos flera arter förekommer en tydlig könsdimorfism angående vikten. Ibland är hannar dubbelt så tunga som honor. Hos några arter påträffas även skillnader i pälsfärgen, bland annat hos mantelbabianen.
Pälsens grundfärg är vanligen grå, brun eller svartaktig. Hårens längd är beroende på levnadsområdet. Hos flera arter förekommer tofs på huvudet, skägg vid kinderna eller en man kring skuldrorna och främre ryggen. Handflatan och fotsulan saknar hår och flera arter har en naken region kring anus. Där finns istället tjocka röda hudpartier.
De främre extremiteterna är vanligen kortare än de bakre, särskilt hos langurer. Händer och fötter har vanligen fem tår som i spetsen är täckt med naglar. Tummen och stortån är motsättliga till de andra tårna men de saknas hos vissa markattartade apor. Tummen är till exempel bakåtbildad hos tribus Colibini.

### Huvud och tänder

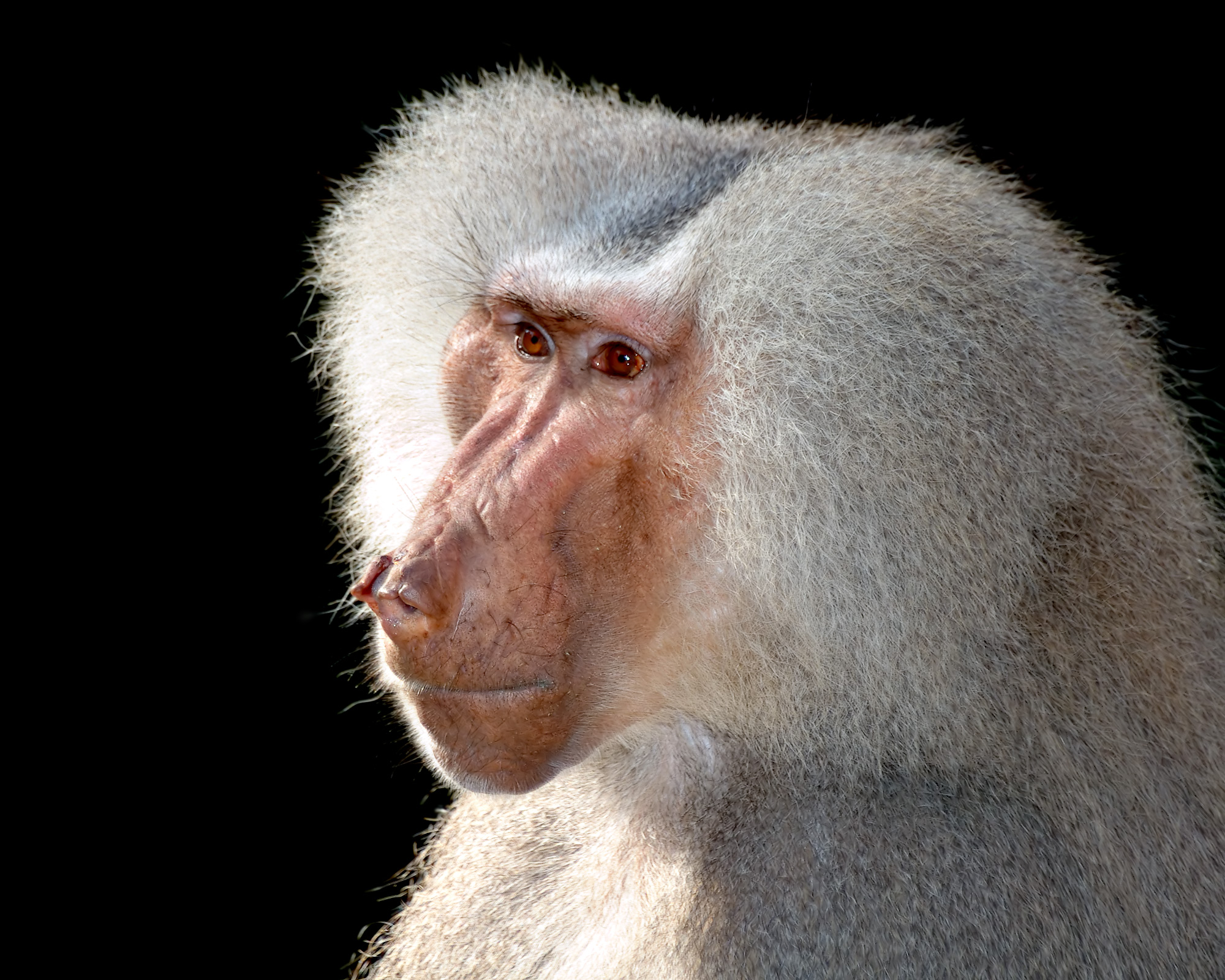
Hanne av mantelbabian, den hundliknande nosen är tydlig synlig.

Huvudet är avrundat och kraniet jämförelsevis stort. Ansiktet är oftast naken och har en mörk färg. Ett undantag är mandriller, där hannar har påfallande ansiktsmönster. Nosen är hos flera arter långdragen och de påminner därför om hundarnas nos, till exempel hos babianer.
Liksom hos andra smalnäsor ligger näsborrarna tätt bredvid varandra och är riktade framåt och nedåt. Musklerna i ansiktet är välutvecklade. Ansiktsuttryck och minspel spelar en betydande roll i individernas kommunikation.
Tandformeln är hos alla arter I 2/2 C 1/1 P 2/2 M 3/3, alltså 32 tänder. Framtänderna är hos underfamiljen Cercopithecinae breda och hos Colobinae smala. De övre hörntänderna är liksom betarna förstorade, medan de undre hörntänderna är böjda lite inåt. Dessa hörntänder används främst för att imponera på artfränder, men hos de arter, som är allätare, även för att fånga bytet.

## Utbredning och habitat

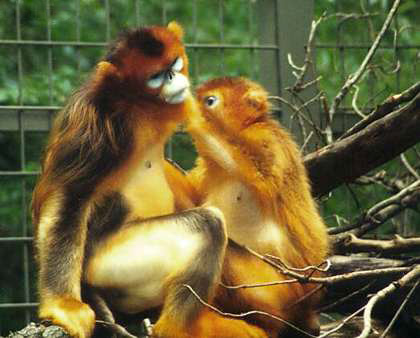
Gyllene trubbnäsapa förekommer i bergsregioner upp till 4 500 meter över havet.

Markattartade apor förekommer i nästan hela Afrika, med undantag för Madagaskar. De lever även i stora delar av Asien, från Arabiska halvön över södra Asien till östra och sydöstra Asien. Berberapan förekommer i Gibraltar i vilt tillstånd och är den enda europeiska arten, men det är inte klarlagt om den blev introducerad av människan. Förutom människan har de det största utbredningsområde av alla primater. De finns i Asien så långt norrut som Japan och så långt söderut som Timor.
Flera arter lever i skogen men flera är inte specialiserade på särskilda habitat. De förekommer även i savanner och bergstrakter. Vissa arter i släktet trubbnäsapor lever i områden upp till 4 500 meter över havet och är särskilt härdiga mot kyla. Andra arter, som rhesusapa och hulmaner, är kulturföljare och lever i stort antal i människans samhällen.

## Levnadssätt

### Rörelse och aktivitet
Hithörande arter är nästan uteslutande aktiva på dagen. Arternas levnadssätt är variabelt och främst beroende på utbredningsområde. Flera arter lever hela livet i träd och vistas bara i undantagsfall på marken, medan andra arter inte visar någon specialisering. Gelada är den art som har det mest utvecklade marklevande beteende. Markattartade apor rör sig vanligen på fyra extremiteter (både i träd och på marken). De står bara korta tider på sina bakre lemmar. Langurer har dessutom förmåga att hoppa och hänga med armarna på grenar. Flera arter är utmärkta simmare, här kan nämnas näsapan och sumpapan som vid behov även kan dyka.
Dessa arter som vanligen lever på marken söker på natten ofta skydd bland trädens löv. En del arter gömmer sig på natten i bergssprickor eller grottor.

### Socialt beteende

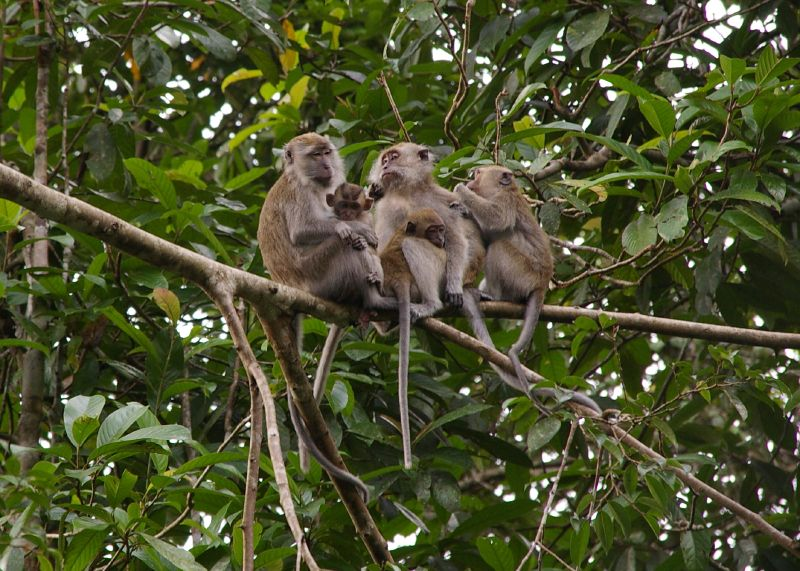
Krabbmakak lever liksom andra markattartade apor i grupper.

Dessa primater uppvisar oftast ett komplext socialt beteende. De flesta lever i grupper av tio till trettio individer. För flockarna finns två grundvarianter: antingen lever en hanne med flera honor (haremsgrupp) eller blandade grupper med flera hannar och honor. Hos den första varianten försvarar hannen sin grupp mot alla inkräktare av samma kön. Hos den andra varianten finns oftast fler honor än hannar i gruppen. De hannar som blir kvar lever antingen i egna grupper eller ensamma. I en del arter delar sig flocken i mindre grupper vid letandet efter föda och förenar sig före natten igen. Honor stannar vanligen i den grupp där de blev födda och därför finns i de flesta flockar en kärngrupp av nära besläktade honor. Honorna utvecklar en hierarki som ofta är beroende på släktskap. Hos dessa grupper med flera hannar har även de ett rankningssystem. Med hjälp av hierarkin bestäms tillgång till föda och rätten att para sig. Ett undantag är arten Presbytis potenziani i släktet bladapor som tros vara monogam.
Utöver det nämnda minspelet kommunicerar individerna med kroppsspråk och ett flertal läten. Flera markattartade apor, som till exempel den gröna markattan Chlorocebus pygerythrus eller dianaapan, har olika varningsrop för olika faror. Läten som uppmärksammar flocken på en örn skiljer sig från läten som utstötas när ett kattdjur närmar sig.
I täta skogar förekommer ofta blandade grupper med olika arter av markattartade apor. På så sätt är de bättre skyddade för fiender. När flocken är större är faran för den enskilda individen mindre, då rovdjuret vanligen bara fångar ett byte. Vissa arter, som dianaapan, har bättre vaksamhet än andra arter, och det hjälper hela flocken. Andra markattartade apor, som röda guerezor, söker sin föda i höga träd och kan varna för rovfåglar.

### Föda

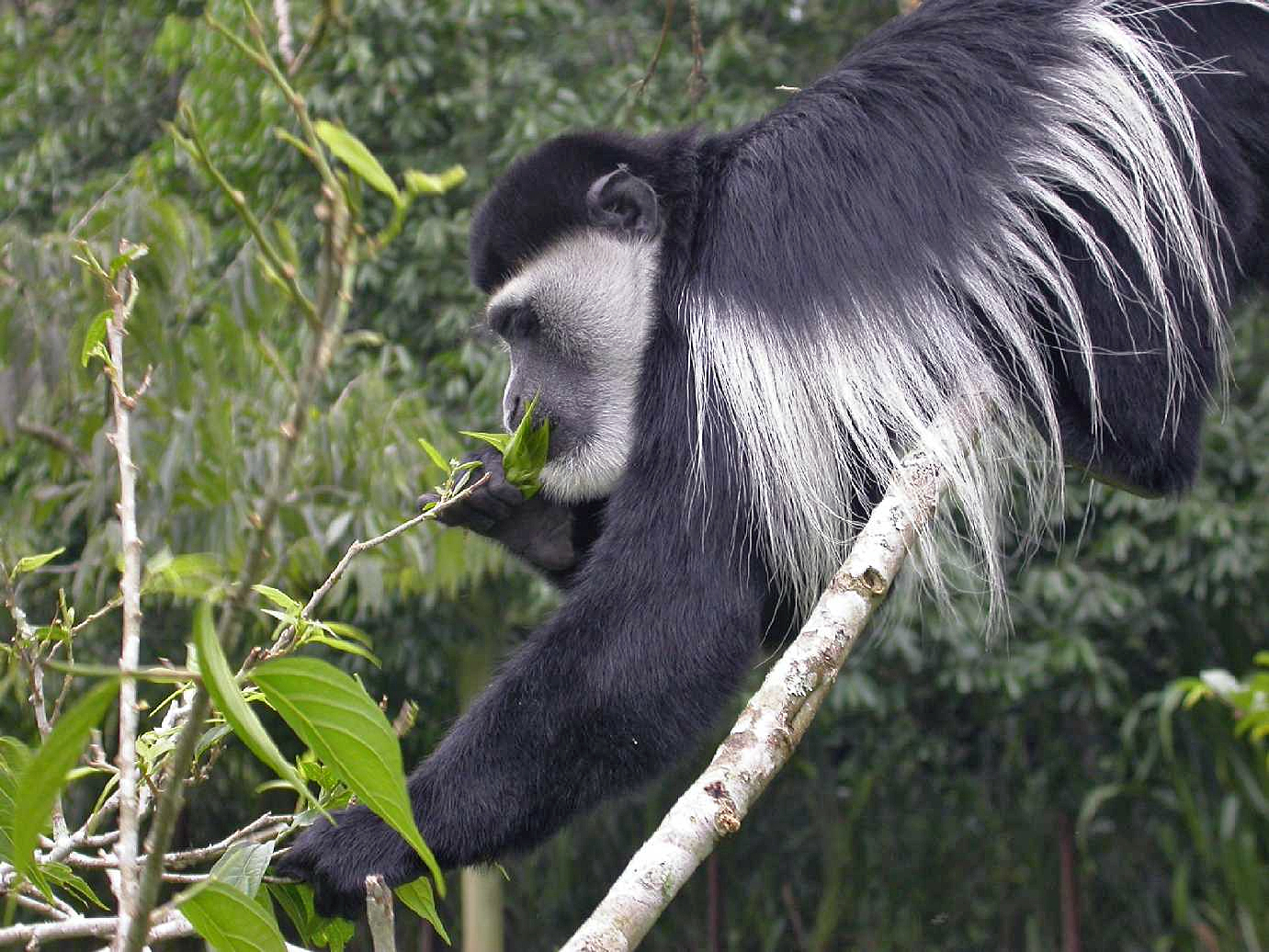
Östlig svartvit guereza och andra langurer livnär sig huvudsakligen av blad och andra växtdelar.

Familjens underfamiljer har anpassad sig till olika födoämnen.
Arterna i underfamiljen Cercopithecinae är allätare, men föredrar frukter. Dessutom äter de frön, blad, nötter, blommor, rötter och rotfrukter samt en del andra växtdelar. I övrigt ingår insekter och andra ryggradslösa djur samt mindre ryggradsdjur i födan. Medlemmar i underfamiljen kan förstora sina kinder för att förvara födan där.
Langurer (Colobinae) är uteslutande växtätare med blad som huvudföda. I mindre mått äter de frukter, blommor och andra växtdelar. Insekter och andra småkryp äts bara slumpmässigt. För att bryta sönder svårtillgängliga födoämnen har de, liksom idisslarna, utvecklat en magsäck med flera avdelningar. De har inga kindpåsar.

### Fortplantning
Arternas parningsbeteende är inte enhetligt och vanligen beroende på flockens sammansättning. I de flesta fall finns inga särskilda parningstider. I haremsgrupper parar sig hannen med alla könsmogna honor. I blandade grupper är det möjligt att alla vuxna individer parar sig med varandra, men vanligen bestäms rätten till parning enligt hierarkin.
Honan är dräktig sex till sju månader och föder oftast en unge. Hos flera arter har ungen vid födelsen en annan pälsfärg än vuxna individer. Pälsen byts efter flera månader. Honan diar ungdjuret, vanligen fram till andra levnadsåret. Honor blir könsmogna efter tre till åtta år och hannar oftast lite senare. Livslängden ligger vanligen mellan 20 och 30 år. Individer i fångenskap har blivit upp till 50 år gamla.

## Markattartade apor och människor

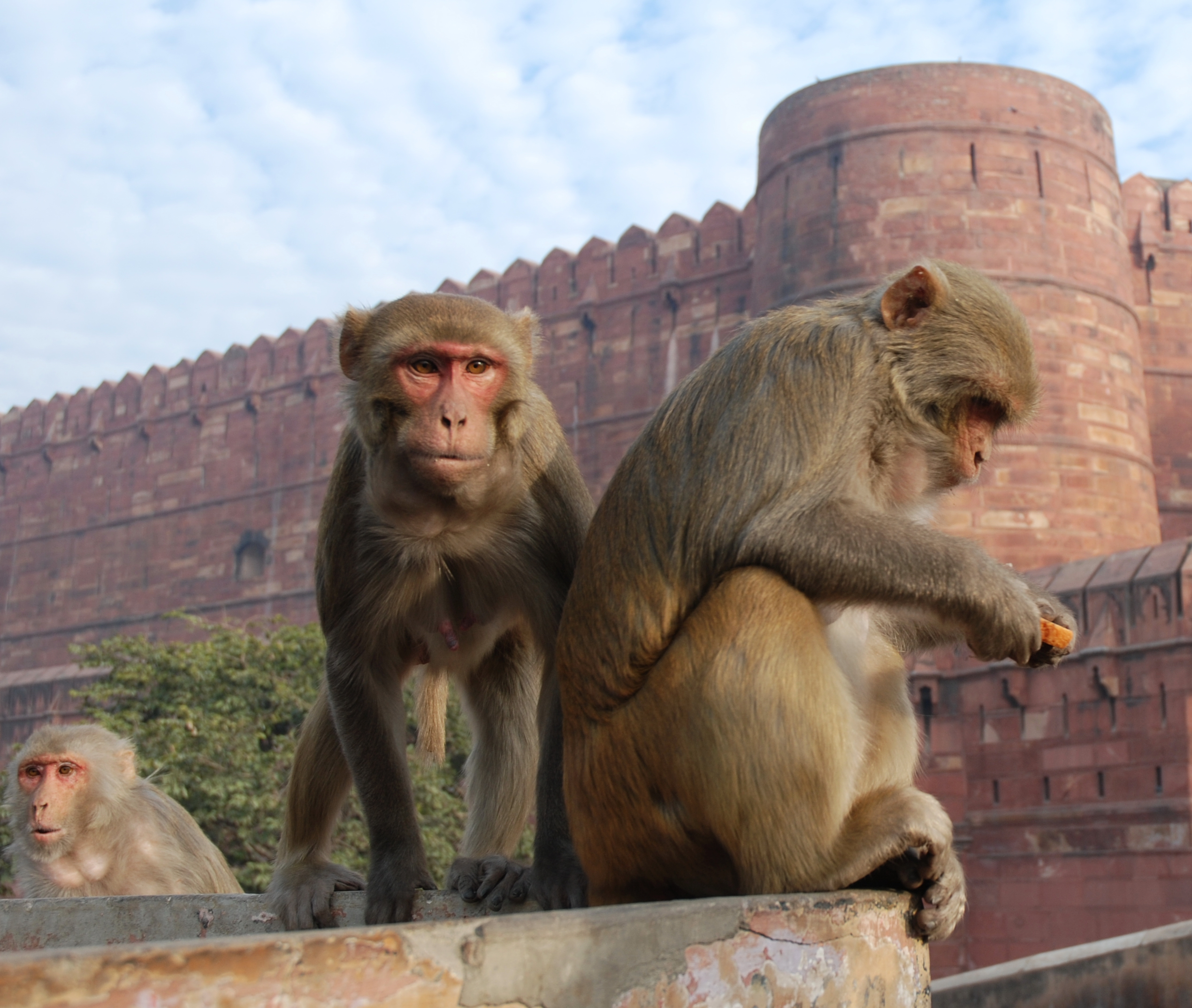
Rhesusapor lever ofta i människans närhet.

Markattartade apor hittar man ofta i djurparker och några djur används också som försöksdjur (främst rhesusapa och krabbmakak). En del arter är kulturföljare och ibland betraktas de även som heliga djur. Däremot är flera arter som lever i skogar hotade i beståndet. Hotet utgörs av förstöringen av levnadsområdet, av jakt för köttets skull (bushmeat) eller av användning för den traditionella kinesiska medicinen.

## Systematik

### Yttre systematik
Markattartade apor räknas till parvordningen smalnäsor som tillhör underordningen Haplorrhini bland primaterna. I systematiken är de systergruppen till de människoartade aporna. Denna indelning förtydligas i följande kladogram:
```
Primater
 (Primates)
  ├─ 
Strepsirrhini

  └─ 
Haplorhini

      ├─ 
Spökdjur
 (Tarsiidae)
      └─ Anthropoidea
           ├─ 
Brednäsor
 (Platyrrhini)
           └─ 
Smalnäsor
 (Catarrhini)
               ├─ 
Människoartade apor
 (Hominoidea)
               └─ 
Cercopithecoidea
 (Markattartade apor och andra, se nedan)
```

I överfamiljen Cercopithecoidea fanns tidigare två familjer till, Victoriapithecidae och Prohylobatidae, som numera är utdöda.
Familjens uppdelning i olika underfamiljer och släkten började vid slutet av miocen. Det finns bara ett fåtal fossil från denna epok men nya fynd kan förbättra kunskapen. Till exempel hittades 2013 två tidiga langurer som levde för cirka 12,5 miljoner år. De hittades i västra Kenya i ett bergsområde (Tugen Hills) i provinsen Baringo. Före miocen hade andra medlemmar av gruppen smalnäsor en större artrikedom. Idag är markattartade apor den dominerande gruppen av primater i Afrika och Asien.

### Inre systematik

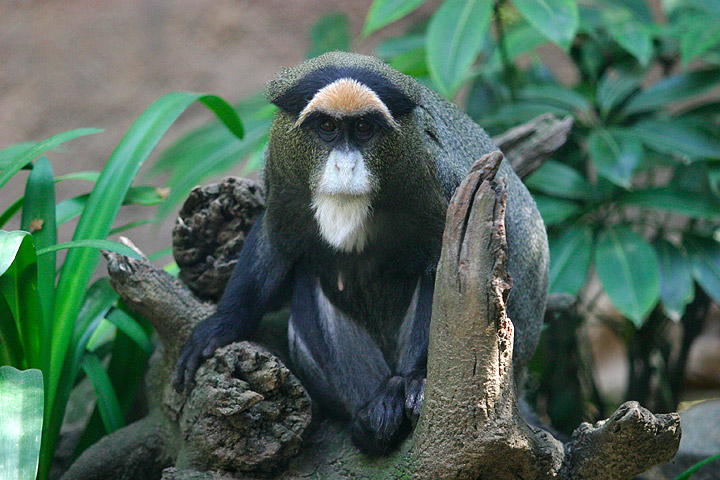
Cercopithecus neglectus

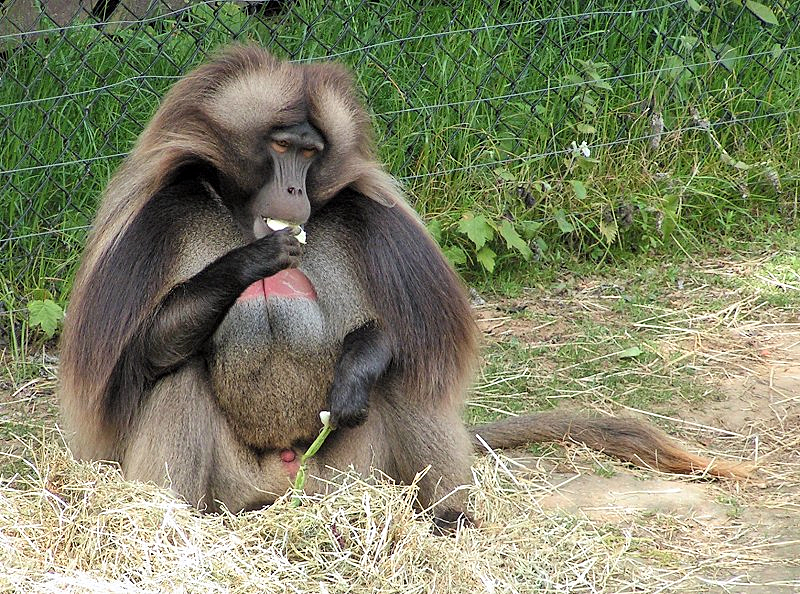
Gelada

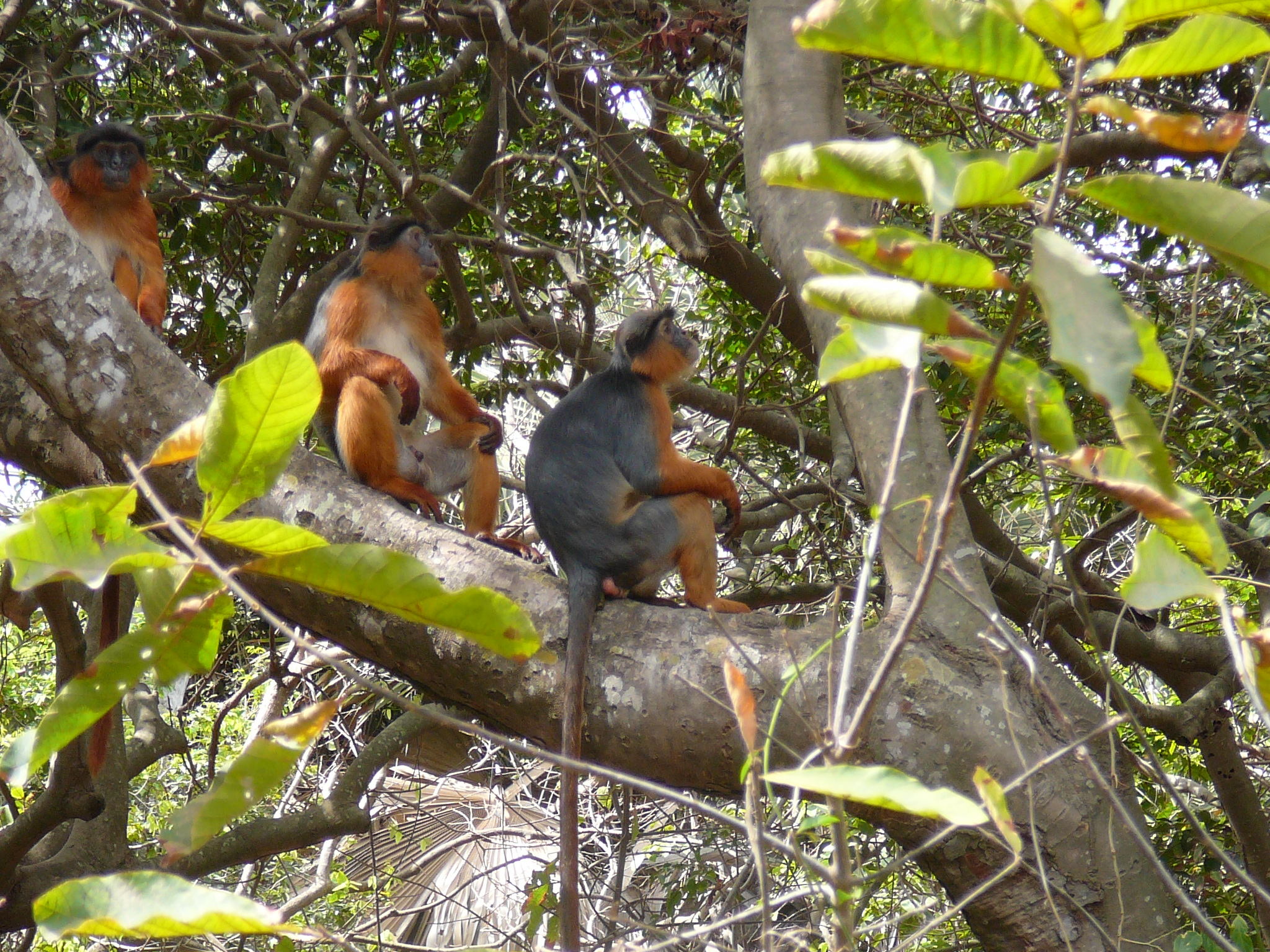
Röda guerezor

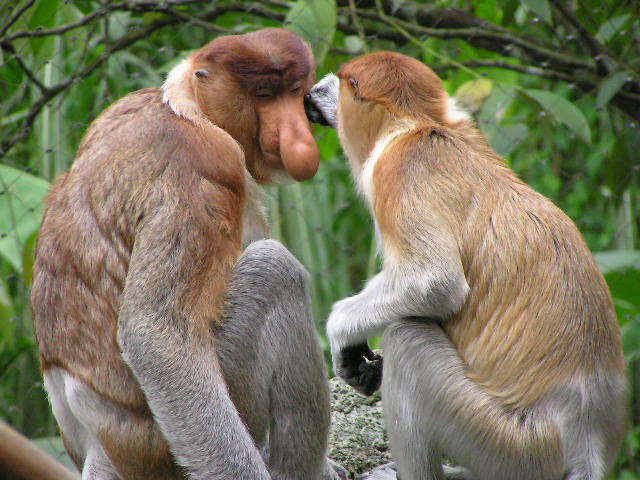
Näsapa

Markattartade apor delas vanligen i två underfamiljer med tillsammans 22 släkten och omkring 135 arter:
- underfamilj Cercopithecinae
  - tribus Cercopithecini
    - Markattor (Cercopithecus)
    - Gröna markattor (Chlorocebus)
    - Dvärgmarkattor (Miopithecus)
    - Husarapa (Erythrocebus)
    - Sumpapa (Allenopithecus)

  - tribus Papionini
    - Makaker (Macaca)
    - Babianer (Papio)
    - Mandriller (Mandrillus)
    - Gelada (Theropithecus)
    - Cercocebus
    - Lophocebus
    - Höglandsmangab (Rungwecebus kipunji)
- underfamilj Langurer (Colobinae)
  - tribus Colobini
    - Colobus
    - Röda guerezor (Piliocolobus)
    - Grön guereza (Procolobus)

  - tribus Presbytini
    - Näsapor (Nasalis)
    - Kostymapor (Pygathrix)
    - Bladapor (Presbytis)
    - Hulmaner (Semnopithecus)
    - Trachypithecus
    - Trubbnäsapor (Rhinopithecus)
    - Pagehtrubbnäsa (Simias)

Vissa arter sammanfattas under namnet mangaber som inte är någon systematisk grupp.
Zoologerna är huvudsakligen ense om att de nämnda underfamiljerna och släktgrupper (tribus) föreställer monofyletiska grupper. Inom släktgrupperna finns ibland olika uppfattningar.
Ibland namnges fyra av fem släkten inom tribus Cercopithecini (alla utom Chlorocebus – gröna markattor) som markattor.